# René Goormaghtigh
René Goormaghtigh (Oostende, 13 oktober 1893 - Elsene, 10 februari 1960) was een Belgisch ingenieur en wiskundige.

## Biografie
Goormaghtigh studeerde aan het Koninklijk Atheneum van Oostende, en nadien aan de universiteit van Gent. Hij behaalde in 1918 zijn ingenieursdiploma. Hij werkte vanaf 1919 bij het metaalverwerkend bedrijf La Brugeoise et Nicaise & Delcuve in La Louvière, dat vooral tram- en spoorwegmaterieel bouwde. Daar leidde hij in 1928 de reorganisatie van de fabriek in Brugge, en in 1943 werd hij algemeen directeur van de firma. Toen het bedrijf in 1956 fusioneerde met Les Ateliers Métallurgiques de Nivelles tot La Brugeoise et Nivelles werd hij vicepresident van de fusiemaatschappij.
In 1952 werd hij raadgever van de Société Générale de Belgique, in welke functie hij beheersmandaten vervulde in verschillende industriële bedrijven zoals Cockerill-Ougrée en ACEC (Ateliers de Construction Eléctriques de Charleroi). Na een hartaanval in 1958 moest hij zijn activiteit in de industrie stopzetten. Hij trok zich terug in Sint-Andries (Brugge) waar hij zich verder met wiskunde bezighield. Maar in 1960 werd een nieuwe hartaanval hem fataal.

## Wiskundig werk
Tijdens zijn carrière publiceerde Goormaghtigh talrijke wiskundige artikelen, onder meer in het Belgische tijdschrift Mathesis, het American Mathematical Monthly en het Belgisch Wiskundig Tijdschrift. Zijn interesse ging vooral uit naar de getaltheorie en de meetkunde. In 1917 publiceerde hij de volgende bewering over diofantische vergelijkingen:
"Voor de exponentiële diofantische vergelijking
{\displaystyle {\frac {x^{m}-1}{x-1}}={\frac {y^{n}-1}{y-1}}}
met x, y > 1,  n, m > 2 en x ≠ y, zijn de enige niet-triviale oplossingen: (x,y,m,n) = (5,2,3,5) en (90,2,3,13)."
Dit is nog steeds een open vraagstuk en staat bekend als het vermoeden van Goormaghtigh. Deze vergelijking komt neer op het zoeken naar gehele getallen waarvan alle cijfers 1 zijn in twee verschillende positiestelsels met als grondtal respectievelijk x en y; het vermoeden zegt dat 31 en 8191 de enige gehele getallen zijn die in twee verschillende grondtallen geschreven worden met uitsluitend (minstens 3) cijfers 1. 31 is 11111 binair en 111 in grondtal 5; 8191 is 1111111111111 binair en 111 in het 90-tallig stelsel.
B. He en A. Togbé bewezen dat de vergelijking met n, m > 1 voor gegeven x en y hoogstens een oplossing heeft.